# Colroy-la-Roche
Colroy-la-Roche é uma comuna francesa na região administrativa de Grande Leste, no departamento Baixo Reno.

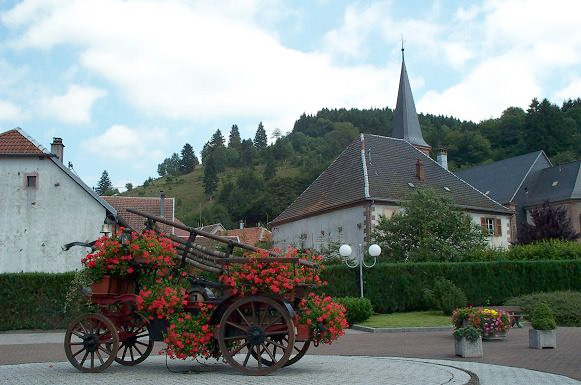
Praça Principal de Colroy-la-Roche